# Fruit (álbum)
Fruit es el álbum debut de la banda danesa de pop alternativo The Asteroids Galaxy Tour, fue lanzado el 21 de septiembre de 2009 en Europa y 27 de octubre en los Estados Unidos.

## Lista de canciones[1]
| N.º | Título                          | Duración |  |
| 1.  | «Lady Jesus»                    | 3:44     |  |
| 2.  | «The Sun Ain't Shining No More» | 3:37     |  |
| 3.  | «Push the Envelope»             | 4:02     |  |
| 4.  | «Satellite»                     | 3:37     |  |
| 5.  | «Crazy»                         | 3:55     |  |
| 6.  | «The Golden Age»                | 3:50     |  |
| 7.  | «Around the Bend»               | 3:47     |  |
| 8.  | «Sunshine Coolin'»              | 3:07     |  |
| 9.  | «Hero»                          | 4:11     |  |
| 10. | «Bad Fever»                     | 4:30     |  |
| 11. | «Inner City Blues»              | 5:53     |  |
| 12. | «Attack of the Ghost Riders»    | 2:50     |  |
| 13. | «Lady Jesus (Live)»             | 4:32     |  |

## Intérpretes
- Mette Lindberg (vocalista)
- Lars Iversen (compositor/productor)
- Miloud Carl Sabri (trompeta)
- Sven Meinild (saxofón)
- Mads Brinch Nielsen (guitarra)
- Rasmus Valldorf (batería)

## Sencillos
1. Around the Bend
2. The Sun Ain't Shining No More
3. The Golden Age